# Virus de la mosaïque du bambou
Potexvirus bambusae
Espèce
Potexvirus bambusae, aussi appelé virus de la mosaïque du bambou (BaMV, Bamboo mosaic virus), est un phytovirus du genre Potexvirus et de la famille des Alphaflexiviridae. Le BaMV est un bâtonnet filamenteux, flexueux, de 490 nm de long et 15 nm de large. Ce virus a été entièrement séquencé et a une longueur de 6366 nucléotides.
Comme d'autres membres du genre Potexvirus, le BaMV a un génome monopartite constitué d'ARN simple brin à sens positif, entouré d'une capside composée d'une seule protéine virale codée. Aucun insecte vecteur n'est connu. Cependant, le virus se transmet facilement de façon mécanique par des outils contaminés utilisés pour la propagation ou la récolte.

## Distribution
Le virus de la mosaïque du bambou a été isolé pour la première fois en 1974 au Brésil sur deux espèces de bambous : Bambusa multiplex et  Bambusa vulgaris.
En 1991, il a été signalé à Taïwan sur deux autres espèces de bambous : Bambusa oldhamii et Dendrocalamus latiflorus.
Des plants de bambous infectés par ce virus ont été découverts dans d'autres îles du Pacifique, comme Hawaï et les Philippines. Il a également été découvert sur des plants de bambous en Australie.
Ce virus a été signalé aux États-Unis (zoo de San Diego Zoo en Californie) en 1995 mais avait été provisoirement diagnostiqué sur un spécimen de Bambusa en Floride dès 1988. Des amateurs de bambous en Floride avaient déjà observé des symptômes de type viral dans leurs collections de nombreuses années auparavant.

## Plantes hôtes
Les hôtes naturels de ce virus sont les bambous. On sait qu'il peut infecter au moins 12 espèces différentes dans 7 genres différents.
Des études sur la gammes d'hôtes ont montré que ce virus peut causer des lésions locales chez  Chenopodium amaraticolor et Gomphrena globosa et une infection systémique chez l'orge commune (Hordeum vulgare), autres espèces de la famille des Poaceae (ou Gramineae).

## Symptômes
Les symptômes de l'infection virale chez le bambou sont des taches chlorotiques sur les feuilles, disposées selon des motifs de mosaïque qui s'étirent parallèlement aux nervures, des rayures nécrotiques sur les jeunes pousses et l'avortement de tiges. Cependant, les plantes sensibles ne manifestent pas toujours des symptômes reconnaissables.

## Référence biologique
- (en) ICTV : Bamboo mosaic virus  (consulté le 26 janvier 2021)